# Selsawet Astromitschy
Der Selsawet Astromitschy, Astromizi Selsawet (belarussisch Астроміцкі сельсавет, russisch Остромичский сельсовет) ist eine Verwaltungseinheit im Rajon Kobryn in der Breszkaja Woblasz in Belarus. Das Zentrum des Selsawets ist das Dorf Astromitschy. 
Der Selsawet Astromitschy liegt im nördlichen Teil des Rajons Kobryn und umfasst 20 Dörfer: 
- Astromitschy (Астромічы)   (52° 17′ N, 24° 28′ O)
- Borki (Боркі)   (52° 21′ N, 24° 33′ O)
- Bjarosna (Бярозна)   (52° 18′ N, 24° 40′ O)
- Ilausk (Ілаўск, Іласк)   (52° 20′ N, 24° 37′ O)
- Kalonija (Калонія)   (52° 20′ N, 24° 36′ O)
- Kalubeli (Калубелі)   (52° 15′ N, 24° 29′ O)
- Luka (Лука)   (52° 24′ N, 24° 41′ O)
- Luschtschyki (Лушчыкі)   (52° 18′ N, 24° 29′ O)
- Muchauloki (Мухаўлокі)   (52° 17′ N, 24° 31′ O)
- Nawasjolki (Навасёлкі)   (52° 21′ N, 24° 42′ O)
- Osauzy (Осаўцы)   (52° 18′ N, 24° 34′ O)
- Padberje (Падбер’е)   (52° 17′ N, 24° 30′ O)
- Pljanta (Плянта)   (52° 19′ N, 24° 33′ O)
- Saprudy (Запруды)   (52° 20′ N, 24° 34′ O)
- Schamjatouka (Шамятоўка)   (52° 20′ N, 24° 39′ O)
- Schuchauzy (Жухаўцы)   (52° 18′ N, 24° 30′ O)
- Smaljarnja (Смалярня)   (52° 20′ N, 24° 42′ O)
- Sosina (Зосіна)   (52° 21′ N, 24° 27′ O)
- Staraja Temra (Старая Тэмра)   (52° 22′ N, 24° 46′ O)
- Wjalikija Pryluki (Вялікія Прылукі)   (52° 15′ N, 24° 28′ O)